# Pic de Bena
El Pic de Bena és una muntanya de 1.771,8 metres d'altitud situada al sud-oest del Massís del Carlit, al límit entre els termes comunals d'Enveig i de la Tor de Querol, tots dos de l'Alta Cerdanya, a la Catalunya del Nord.
Està situat a la zona central - occidental del terme d'Enveig i a la nord-est del de la Tor de Querol. És al nord-oest del poble de Bena i al nord-est del de Salit.
En el costat occidental del cim existeix un hàbitat prehistòric, l'Abric del Pic de Bena situat en una petita balma amb restes materials d'entre l'edat del bronze i la romanització.
És destí freqüent de moltes de les rutes d'excursionisme del sud-oest del Massís del Carlit.